# جورج فیش
جورج فیش (انگلیسی: George Fish; ۴ آوریل ۱۸۹۵ – ۲۲ فوریهٔ ۱۹۷۷) بازیکن راگبی ۱۵ نفره اهل ایالات متحده آمریکا بود.
وی در مسابقات کشوری و بین‌المللی در مجموع برندهٔ ۱ مدال طلا شده‌است.